# Christiane Witthöft
Christiane Witthöft (* 23. Januar 1973 in Siegen) ist eine deutsche Germanistin.
Christiane Witthöft, Tochter des Historikers Harald Witthöft, studierte von 1992 bis 1998 an der Universität Bonn. Dort war sie Hilfskraft von Gerd Althoff. Im Jahr 1998 legte sie das Staatsexamen ab. Von 2000 bis 2007 war sie wissenschaftliche Mitarbeiterin am Münsteraner Sonderforschungsbereich 496 „Symbolische Kommunikation und gesellschaftliche Wertesysteme vom Mittelalter bis zur Französischen Revolution“. Dort wurde sie 2002 bei Althoff mit einer Arbeit über Text und Ritual. Symbolische Kommunikation in Historiographie und Literatur des Mittelalters promoviert. Von 2007 bis 2009 war sie wissenschaftliche Mitarbeiterin am Seminar für Deutsche Philologie der Universität Göttingen, wo sie sich 2011 am Lehrstuhl des Germanisten Udo Friedrich habilitiert hat.
Witthöft war von 2009 bis 2013 Juniorprofessorin für Deutsche Literatur des Spätmittelalters und der Frühen Neuzeit an der Universität Kiel. Im Wintersemester 2011/2012 hatte sie dort eine Vertretungsprofessur für Germanistische Mediävistik. Seit Oktober 2013 lehrt sie als Professorin für Germanische und Deutsche Philologie an der Friedrich-Alexander-Universität Erlangen-Nürnberg.
Ihr Forschungsschwerpunkt ist die Epik des 12. bis 16. Jahrhunderts. Dabei liegt der Schwerpunkt auf dem Spätmittelalter (höfischer Roman, Heldenepik, Novellistik, Legende). Weitere Schwerpunkte sind kulturhistorische Perspektiven der mittelalterlichen Literatur sowie Ritualität und Medialität in Fiktion und Historiographie.

## Schriften
Monographien
- Vertreten, Ersetzen, Vertauschen. Phänomene der Stellvertretung und der Substitution im ›Prosalancelot‹ (= Hermaea, Neue Folge. Bd. 141). De Gruyter 2016, ISBN 978-3-11-040078-6.
- Ritual und Text. Formen symbolischer Kommunikation in der Historiographie und Literatur des Spätmittelalters. Wissenschaftliche Buchgesellschaft, Darmstadt 2004, ISBN 3-534-17971-4 (Zugleich: Münster, Universität, Dissertation, 2002).

Herausgeberschaften
- mit Oliver Auge: Ambiguität im Mittelalter. Formen zeitgenössischer Reflexion und interdisziplinärer Rezeption (= Trends in medieval philology. Bd. 30). De Gruyter, Berlin 2016, ISBN 978-3-11-044224-3.
- Udo Friedrich, Andreas Hammer: Anfang und Ende. Formen narrativer Zeitmodellierung in der Vormoderne (= Literatur – Theorie – Geschichte. Beiträge zu einer kulturwissenschaftlichen Mediävistik. Bd. 3). Akademie-Verlag, Berlin 2014, ISBN 3-05-006054-9.